# Le Diable (ça va)
Pour les articles homonymes, voir Le Diable (homonymie).
Singles de Jacques Brel
La Complainte des cœurs purs Les Cloches
Le Diable (ça va), quelquefois présentée sous le titre Ça va (le Diable), est une chanson de l'auteur compositeur interprète Jacques Brel en 1954. Elle est également reprise sur scène par la chanteuse Juliette Gréco, la même année.

## Caractéristiques

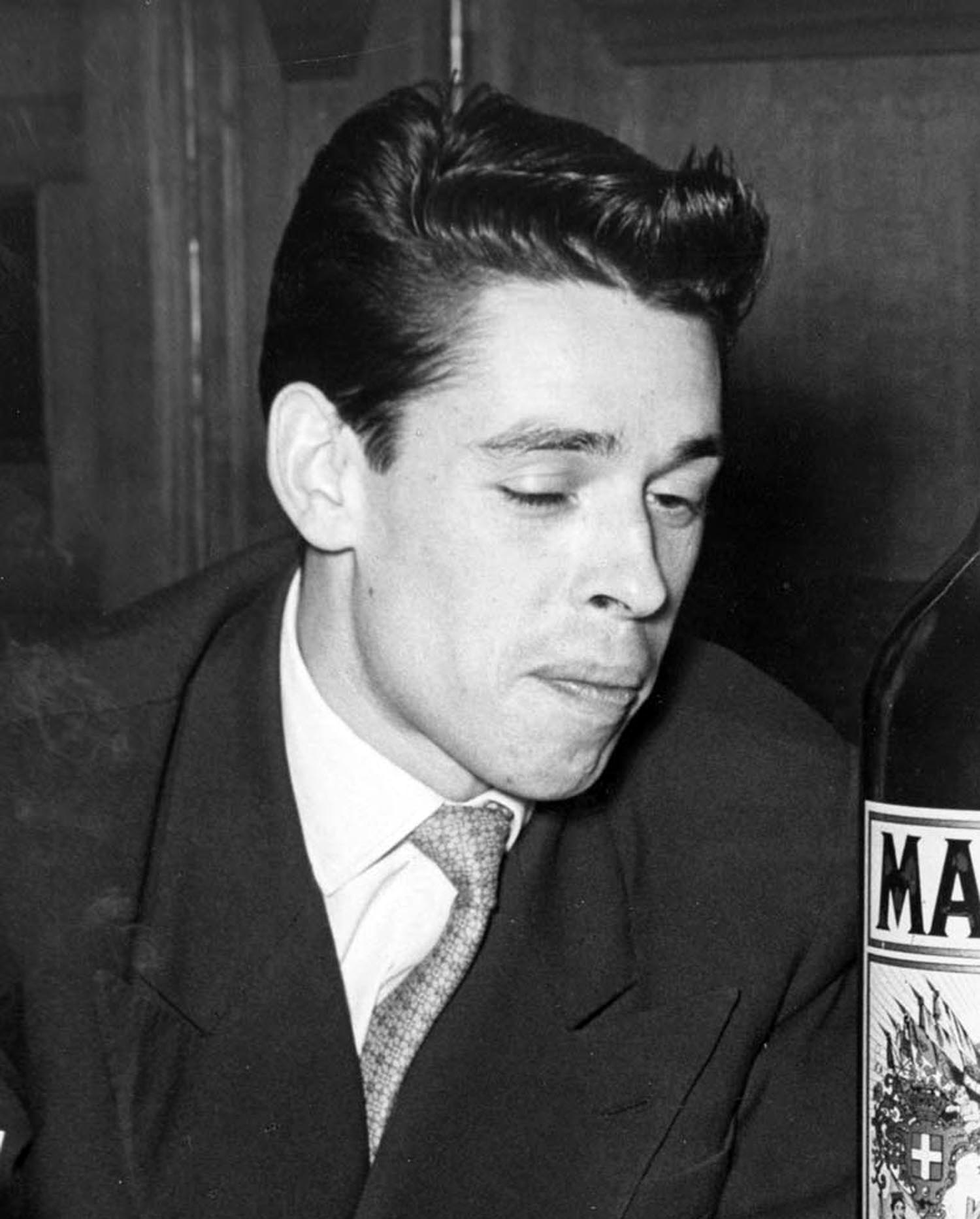
Jacques Brel en 1955

La chanson débute par un court prologue, une narration dite par l'interprète, expliquant que le Diable est venu sur terre afin de surveiller ses intérêts avant de retourner chez lui, où, satisfait de sa tournée d'inspection, il organise un grand banquet.
Le prologue varie quelque peu selon la version de Gréco et celle de Brel (qui elle s'accompagne d'un solo de hautbois).
Il s'agit, selon la vison de l'auteur, d'un bilan de la situation de la France et plus généralement du Monde. Le refrain se limite à l'expression « Ça va » qui est répétée à chaque début de strophe, puis à la fin du texte.
Généralement présentée comme une de ses premières chansons antimilitaristes, Brel y évoque toutes sortes de problèmes du monde dont les « dangereux jeux de la guerre »,  « les grands qui s'arrachent les dollars venus du pays des enfants » (un clin d'œil au plan Marshall), ou encore « l'Europe qui répète l’Avare dans un décor 1900 », dénonçant le climat assez pénible qui correspond aux lendemains de la Seconde Guerre mondiale et de l'application de la doctrine Truman.
Cette chanson est chantée dès 1954 par Juliette Gréco qui portant l'a considéré comme strictement « inchantable. » Elle l'interprète lors de son premier récital à l’Olympia et Jacques Brel lui en fut « éternellement reconnaissant. » La chanson est cependant interdite sur les antennes publiques en Belgique.
Interprétée par son auteur, la même année, à la suite des encouragements de Juliette Gréco, Brel se lance dans une tournée en première partie du clarinettiste et saxophoniste Sidney Bechet, notamment au théâtre municipal de Carcassonne qui permit au poète, conteur et chanteur français Henri Gougaud de faire sa connaissance.

## Enregistrements
Jacques Brel
La chanson est enregistrée par Jacques Brel le 15 février 1954 au théâtre de l'Apollo à Paris. Les arrangements et la direction musicale sont assurés par André Grassi, sous la production exécutive de Jacques Canetti.
Précédemment, en 1953, jacques Brel a enregistré une première version du Le Diable (ça va), restée inédite jusqu'en 2003, année où elle sort à l'occasion d'une intégrale CD (CD bonus Chansons ou versions inédites de jeunesse), il s'y accompagne seul à la guitare.

## Autre interprétation et reprises
- La chanteuse française Juliette Gréco interprète cette chanson dès l'année de sa composition[9]. Elle enregistre également cette chanson en espagnol sur un 45 tours ERPM (sorti en 1957) sous le titre Todo va bien para el diablo[10].
- Le duo Marc et Odile ont enregistré cette chanson sur un disque 33 tours (label Pacific), sorti en 1958 qui comprend six chansons de Jacques Brel et dont le titre reprend le titre de cette chanson[11].
- Le chanteur et auteur-compositeur britannique Marc Almond enregistre la chanson The devil (Okay) (traduite en anglais) dans son album Jacques, sorti en 1989.
- Le chanteur Néry Catineau, accompagné de Polo à la guitare Conférence-chantée interprète cette chanson lors d'une « conférence chantée » au Hall de la chanson à Paris en févier 2007[12].

## Discographies
Jacques Brel
- 1954 : Jacques Brel et ses chansons - PHILIPS N°1 (33 tours 25 cm 70 027 R[13].
- 1954 : super 45 tours Philips 432.018 BE : Sur la place, Grand Jacques, Ça va (le diable), La Haine[14].

Juliette Gréco
- 1955 : Juliette Gréco à l'Olympia 3e série (Philips 33 tours 25 cm N 76.047 R)[15].